# Трећи горњи кутњак
Трећи горњи кутњак (лат. dens molaris tercius superior s. sapientiae) је осми и последњи зуб од медијалне линије у оба горња квадранта сталне дентиције. То значи да само мезијално контактира са другим горњим моларом, а оклудира са трећим кутњаком из доње вилице. Познат је и под именом горњи умњак или зуб мудрости. Ово је најваријабилнији зуб у горњој вилици и најчешће се јавља као варијанта другог горњег кутњака са три квржице и мало мањом круном. Углавном је мањи од свог мандибуларног парњака, а и корени су му краћи у односу на остале горње кутњаке и често спојени у једну формацију. Основна функција овог зуба је гњечење и млевење хране.
У горњем денталном луку постоје два умњака, која се обележавају на следећи начин:
- стални горњи десни трећи кутњак – 18;
- стални горњи леви трећи кутњак – 28.

Умњак показује правилан знак угла и лука и дистални нагиб корена, под условом да има „типичан“ облик круне. Често може бити конгенитално одсутан у вилици или импактиран, а и време ницања је потпуно варијабилно.

## Круна
Круна горњег умњака је мања у односу на остале горње моларе. Показује честе варијације у облику и величини и може бити сасвим једноставна и минијатурна или пак изразито велика. Круна се описује из пет апеката: букалног, палатиналног, два проксимална и оклузалног.
Букална површина има облик трапеза и у целости је конвексна са максимумом конвекситета у цервикалној и мезијалној трећини. Ова површина прелази у мезијалну у оштријем луку него у дисталну, односно показује правилан знак лука.
Палатинална страна је мања и заобљенија, што је условљено присуством само једне палатиналне квржице. Максимум конвекситета ове површине се налази у оклузалној трећини. Прелаз у проксималне стране (мезијалну и дисталну) је заобљен.
Проксималне површине су облика правоугаоника и мезијална страна је је виша, шира и равнија од дисталне.
Гризна површина је удубљена и има најчешће срцолик или троугласт облик спољашњег и унутрашњег оклузалног поља. Главна одлика ове површине су три квржице: мезиобукална, дистобукална и палатинална.
Мезиобукална квржица је оштра и има четири гребена, која су добила имена према правцу пружања: букални квржични гребен (који се пружа на букалну површину), лингвални квржични или триангуларни гребен (који се спушта у унутрашње оклузално поље), мезијални и дистални квржични гребен (који се простиру ка одговарајућим проксималним странама). Квржица има и четири косе равни: мезио- и дистолингвалну (функционалне површине) и мезио- и дистобукалну.
Дистобукална и палатинална квржица имају сличне детаље као и претходна, а називи су им у складу са правцем пружања. Палатинална квржица је најпространија и благо је заобљена.
Фисурни комплекс умњака је екстремно варијабилан и састављен од бројних ирегуларних бразди.

## Врат
Врат зуба (лат. collum dentis) се налази у пределу глеђно-цементног споја и показује сасвим благе криве пружања.

## Корен
Корен (лат. radix dentis) обично има три гране: палатиналну, мезиобукалну и дистобукалну. Они су често спојени (парцијално или комплетно) у један монолитни конични блок и нагнути су дистално. Понекад је присутан и већи број коренова.

## Димензије
| Трећи горњи кутњак (умњак) |                         |              |               |                    |
| Мезио-дистална ширина      | Вестибуло-орална ширина | Висина круне | Дужина корена | Укупна дужина зуба |
| 8,5 mm                       | 10,0 mm                   | 6,5 mm         | 11,0 mm         | 17,5               |

## Развој зуба
| Почетак калцификације | Комплетно формирана круна | Ницање (ерупција) | Завршен раст корена |
| --------------------- | ------------------------- | ----------------- | ------------------- |
| 7 - 9 година          | 12 - 16 година            | 17 – 21 година    | 18 - 25 година      |